# Martin Frič
Martin Frič (Praga, 29 marzo 1902 – Praga, 26 agosto 1968) è stato un regista ceco.
Nel 1965 lo Stato gli conferì il titolo di Artista nazionale.

## Filmografia
- Páter Vojtěch (1929)
- Varhaník u sv. Víta (1929)
- Vše pro lásku (1930)
- Chudá holka (1930)
- On a jeho sestra (1931)
- Dobrý voják Švejk, 1931)
- Der Zinker (1931)
- To neznáte Hadimršku (1931)
- Sestra Angelika (1932)
- Wehe, wenn er losgelassen (1932)
- Der Hexer (1932)
- Anton Špelec, ostrostřelec (1932)
- Život je pes (1933)
- S vyloučením veřejnosti (1933)
- Pobočník Jeho Výsosti (1933)
- Kantor Ideál (1933)
- Revizor (1933)
- Dvanáct křesel (1933)
- U snědeného krámu (1933)
- Poslední muž (1934)
- Mazlíček (1934)
- Der Adjutant Seiner Hoheit (1934)
- Der Doppelbräutigam (1934)
- Hej-Rup! (1934)
- Jedenácté přikázání (1935)
- Janosik il bandito (Jánošík) (1935)
- Held einer Nacht (1935)
- Ať žije nebožtík (1935)
- Hrdina jedné noci (1935)
- Ulička v ráji (1936)
- Švadlenka (1936)
- Páter Vojtěch (1936)
- Mravnost nade vše (1936)
- Svět patří nám (1937)
- Krok do tmy (1937)
- Lidé na kře (1937)
- Advokátka Věra (1937)
- Tři vejce do skla (1937)
- Hordubalové (1938)
- Škola základ života (1938)
- Muž z neznáma (1939)
- Kristián (1939)
- Jiný vzduch (1939)
- Cesta do hlubin študákovy duše (1939)
- Eva tropí hlouposti (1939)
- Katakomby (1940)
- Muzikantská Liduška (1940)
- Baron Prásil (1940)
- Druhá směna (1940)
- Těžký život dobrodruha (1941)
- Tetička (1941)
- Roztomilý člověk (1941)
- otel Modrá hvězda (1941)
- Valentin Dobrotivý (1942)
- Barbora Hlavsová (1943)
- Der zweite Schuß (1943)
- Experiment (1943)
- Počestné paní pardubické (1944)
- Dir zuliebe (1944)
- Prstýnek (1944)
- Černí myslivci (1945)
- 13. revír (1946)
- Varúj...! (1946)
- Čapkovy povídky (1947)
- Návrat domů (1948)
- Polibek ze stadionu (1948)
- Pytlákova schovanka aneb Šlechetný milionář (1949)
- Pětistovka (1949)
- Zocelení (1950)
- Bylo to v máji (1951)
- Past (1951)
- L'imperatore della città d'oro (Císařův pekař - Pekařův císař, 1952)
- Tajemství krve (1953)
- Psohlavci (1955)
- Nechte to na mně (1955)
- Zaostřit, prosím! (1956)
- Povodeň (1958)
- Dnes naposled (1958)
- Princezna se zlatou hvězdou (1959)
- Bílá spona (1960)
- Dařbuján a Pandrhola (1960)
- Král Králů (1963)
- Hvězda zvaná Pelyněk (1964)
- Lidé z maringotek (1966)
- Přísně tajné premiéry (1967)
- Nejlepší ženská mého života (1968)